# چارولتون
چارولتون (به انگلیسی: Charwelton) یک روستا و محله مدنی در بریتانیا است که در Daventry واقع شده‌است. چارولتون ۲۲۰ نفر جمعیت دارد.